# Mityuscha elenae
Mityuscha elenae är en plattmaskart som beskrevs av Timoshkin OA 200. Mityuscha elenae ingår i släktet Mityuscha och familjen Rhynchokarlingiidae. Inga underarter finns listade i Catalogue of Life.